# Marsdenia barbata
Marsdenia barbata är en oleanderväxtart som beskrevs av Collett och Hemsl.. Marsdenia barbata ingår i släktet Marsdenia och familjen oleanderväxter. Inga underarter finns listade i Catalogue of Life.